# Унвер, Сюхейл
Сюхейл Унвер (тур. Süheyl Ünver; 1898 — 1986, Стамбул) — турецкий писатель и врач.
Окончил медицинский факультет в Дарюлфюнуне в 1920 году. Работал в больницах Хасеки и В.Гуреба. В Школе Индустрии работал помощником.
Получил дополнительное образование за границей. Основатель медицинского факультета Стамбульского университета. В Академии Искусств работал преподавателем. В 1939 году получил звание профессора. В 1967 году на медицинском факультете Джерахпаша основал курсы истории медицины и курсы по деонтологии. В 1973 году вышел на пенсию. Умер в 1986 году.
Знал фарси, французский и арабский языки. Был интересовался всеми аспектами турецкой культуры. Собирал коллекции и весь свой архив пожертвовал институту и библиотеке Сулеймание. Большую часть времени уделял исследованиям и публикациям. Член 18 научных клубов. Опубликовал около 2500 книг и работ по истории медицины, науки и культуры. В 1985 году получил награду от министерства культуры, также обладатель зарубежных наград.
Автор множества статей в газетах, журналах и энциклопедиях.
Черпал вдохновение от своих учителей Али Рызы-бея, Абдлуазиза Меджди Торуна, Акыла Мухтара Оздена.